# FC Tambov
FC Tambov (tiếng Nga: ФК Тамбов) là một câu lạc bộ bóng đá của Nga đến từ Tambov. Câu lạc bộ thi đấu ở Giải bóng đá Ngoại hạng Nga, sau khi thăng hạng vào năm 2019, trước khi giải thể vào năm 2021.

## Lịch sử
FC Tambov bắt đầu ở cấp độ chuyên nghiệp tại Second League mùa giải 2013–14. Mặc dù đứng cuối cùng khi kết thúc mùa giải chuyên nghiệp đầu tiên của họ, đội đã không bị xuống hạng, vì đội đứng trước họ đã bị loại vì lý do tài chính.
Trong mùa giải 2016–17, họ đã lần đầu tiên được thăng hạng lên Football National League. Vào ngày cuối cùng của mùa giải 2016–17, họ cần đánh bại FC SKA-Khabarovsk trên sân khách để giành vị trí thứ 4 và một suất trong trận play-off thăng hạng Giải bóng đá Ngoại hạng Nga, nhưng trận đấu kết thúc với tỷ số 2–2 và Tambov kết thúc ở vị trí thứ 5. Vào cuối mùa giải 2017–18, họ giành được vị trí thứ 4 và có cơ hội chơi ở trận play-offs. Họ thua cả hai lượt trận play-off trước FC Amkar Perm và tiếp tục ở lại FNL.
Vào ngày 11 tháng 5 năm 2019, câu lạc bộ đã giành được vị trí thứ hai và sau đó thăng hạng lên Giải bóng đá Ngoại hạng Nga mùa giải 2019–20, lần đầu tiên trong lịch sử câu lạc bộ.
Vì mục đích đó, họ đã chơi các trận "sân nhà" tại Mordovia Arena ở Saransk, cách nhau 184 dặm. Mặt sân  không đạt tiêu chuẩn của giải và việc cải tạo theo kế hoạch vẫn chưa hoàn thành. Trong kỳ nghỉ đông của mùa giải 2020–21, Tambov đã trải qua những khó khăn tài chính, dẫn đến việc hầu hết đội ra đi dưới dạng cầu thủ tự do, chỉ còn lại 3 cầu thủ từ mùa thu của mùa giải. Giải bóng đá Ngoại hạng Nga ứng trước phí bản quyền truyền hình mùa giải cho câu lạc bộ để họ có thể kết thúc mùa giải. Đội hình chứa đầy những cầu thủ tự do và triển vọng mà các đội bóng khác ở giải đấu đã cho mượn trong phần còn lại của mùa giải.
Vào ngày 27 tháng 3 năm 2021, có thông tin cho rằng Tambov đã không đăng ký giấy phép Giải bóng đá Ngoại hạng Nga hoặc Football National League cho mùa giải 2021–22, nhưng vẫn có thể đăng ký thi đấu hạng ba.
Vào ngày 2 tháng 5 năm 2021, họ thua trận thứ 9 liên tiếp (cũng là trận thứ 17 liên tiếp không thắng của họ) và chính thức xuống hạng. Họ kết thúc mùa giải với chuỗi 11 trận thua và 19 trận không thắng. Vào ngày 19 tháng 5 năm 2021, tổng giám đốc câu lạc bộ Olga Konovalova thông báo rằng tất cả các hợp đồng huấn luyện viên và nhân viên cùng tất cả các cầu thủ đã bị chấm dứt và câu lạc bộ sẽ giải thể.

## Danh hiệu
Football National League
- Vô địch: 2018–19

Professional Football League
- Vô địch bảng Trung tâm: 2015–16